# 通义千问
通义千问（英語：Tongyi Qianwen）是由阿里巴巴集团旗下的云端运算服务的科技公司阿里云開發的聊天機器人，能夠與人互動、回答問題及協作創作。该模型于2023年4月定向邀请企业用户进行体验测试，现已开放免费使用。国际版可以使用Google账户或电子邮箱登录。

## 历史
2023年4月7日，阿里巴巴集团旗下的云端运算服务公司阿里云正式宣布通义千问对已受邀的企业用户开启内测。
2023年4月11日，阿里巴巴董事局主席张勇，在阿里云峰会上正式发布了大语言模型工具「通义千问」，并宣布此语言模型会接入阿里旗下的所有业务中。
2023年9月13日，阿里云宣布通义千问向公众开放。
2025年4月29日，新一代模型Qwen3（千问3）宣布开源，总共涉及8款不同尺寸的千问3模型。目前，阿里通义已开源200余个模型，全球下载量超3亿次。
| 版本           | 发布时间   |
| -------------- | ---------- |
| Tongyi Qianwen | 2023年7月  |
| Qwen-VL        | 2023年8月  |
| Qwen2          | 2024年6月  |
| Qwen2-Audio    | 2024年8月  |
| Qwen2-VL       | 2024年12月 |
| Qwen2.5        | 2024年7月  |
| Qwen2.5-Coder  | 2024年11月 |
| QvQ            | 2024年12月 |
| Qwen2.5-VL     | 2025年1月  |
| QwQ-32B        | 2025年3月  |
| Qwen2.5-Omni   | 2025年3月  |
| Qwen3          | 2025年4月  |
| Qwen3-Coder    | 2025年7月  |

## 外部連結
- 通义千问官方網站 （页面存档备份，存于）
- Qwen （页面存档备份，存于） on GitHub
- Qwen （页面存档备份，存于） on Hugging Face